# NGC 5745-3
NGC 5745-3 is een compact sterrenstelsel in het sterrenbeeld Weegschaal. Het hemelobject werd op 5 juni 1836 ontdekt door de Britse astronoom John Herschel.

## Synoniemen
- VV 98